# Eddie Fatu
Vous lisez un « bon article » labellisé en 2016.
Pour les articles homonymes, voir Umaga et Fatu.
Edward Smith Fatu, né le 28 mars 1973 à San Francisco et mort le 4 décembre 2009 à Houston, est un catcheur (lutteur professionnel) américain mieux connu sous le surnom d'Umaga.
Neveu des catcheurs Afa et Sika Anoa'i, il s'entraîne auprès d'Afa et lutte sous le nom d'Ekmo. Il rejoint la World Wrestling Federation/Entertainment (WWF puis WWE à partir de 2002) en 2001. Après un passage à la Heartland Wrestling Association, le club école de la WWF, il retourne à la WWF où il adopte le nom de ring de Jamal avant d'être renvoyé à la suite de problèmes de comportement en 2003. Cette même année, il rejoint la Total Nonstop Action Wrestling où il fait équipe avec Sonny Siaki et quitte cette fédération en fin d'année. Il part alors au Japon où il lutte à la All Japan Pro Wrestling (AJPW) et y remporte le tournoi Real World Tag League avec Taiyō Kea en 2004 puis le championnat du monde par équipes AJPW avec ce dernier en 2005. Début 2006, il retourne à la WWE où il prend le nom de ring d'Umaga et devient à deux reprises champion intercontinental de la WWE. Son second règne prend fin quand le magazine Sports Illustrated dévoile une liste de catcheurs clients d'une pharmacie vendant des stéroïdes sans demander d’ordonnance. La WWE le suspend alors 30 jours, puis le renvoie en juin 2009 après un contrôle anti-drogue positif. Il lutte ensuite au cours de l'Hulkamania Tour, une série de spectacles organisés en l'honneur d'Hulk Hogan en Australie fin novembre. Il meurt le 4 décembre 2009 à la suite d'une crise cardiaque causée par la prise d'anti-douleurs.

## Jeunesse
Fatu est le fils d'Elevera Anoa'i et de Solofa Fatu Sr. ; il a deux frères, Solofa Jr. plus connu sous le nom de Rikishi et Sam Fatu qui sont jumeaux.

## Carrière

### Débuts et passage au Japon (1995-2001)
Fatu s'entraîne au Wild Samoan Pro Wrestling camp, l'école de catch de son oncle Afa Anoaʻi et fait ses premiers matchs au sein de la fédération de ce dernier, la World Xtreme Wrestling (en). Il lutte alors sous le nom d'Ekmo et fait équipe avec son cousin Matt Anoa'i qui se fait appeler Kimo. En 1999, ils partent au Japon, Eddie prenant le nom d'Armageddon #1 et Matt celui d'Armageddon #2. Ils participent avec Super Leather (en) au tournoi pour désigner les nouveaux champions par équipes de trois de la World Entertainment Wrestling (WEW) mais échouent en demi-finale face à Hayabusa, Masato Tanaka et Tetsuhiro Kuroda le 31 juillet. En 2000, leur équipe est rebaptisée The Samoans (Eddie sous son véritable nom et Matt sous celui de Matty Samu). Ils remportent le 21 juin le championnat hardcore par équipes de la WEW après leur victoire sur Hideki Hosaka et Yoshinori Sasaki et perdent ce titre face à ces derniers le 28 juillet,.

### World Wrestling Federation/Entertainment (2001-2003)

#### Passage dans les clubs-école (2001-2002)
En 2001, ils retournent aux États-Unis où ils rejoignent la Memphis Championship Wrestling (MCW), un des clubs-écoles de la World Wrestling Federation (WWF), sous le nom de The Island Boys (Kimo et OG Ekmo). Ils y remportent à trois reprises le championnat par équipes du Sud de la MCW d'abord le 25 mai et le perdent le même jour face à Charlie et Russ Haas, puis le 1er juin et le perdent à nouveau le même jour face aux frères Haas avant de devenir les derniers champions par équipes de cette fédération le 14 juin après leur victoire sur Acolytes Protection Agency (Farooq et Bradshaw),.
Ils rejoignent la Heartland Wrestling Association (HWA), un autre club-école de la WWF, où Fatu reprend le nom de ring d'Ekmo tandis que Matt reprend celui de Kimo. Le 14 novembre, ils deviennent champions par équipes de la HWA après avoir remporté un match sans disqualification face à Evan Karagias et Shannon Moore : leur règne prend fin le 8 décembre à la suite de leur défaite face à Steve Bradley et Val Venis,.

#### Three Minute Warning puis renvoi (2002-2003)
Le 9 juillet 2002, ils deviennent à nouveau champions par équipes en remportant un match avec RC Haas où le titre par équipe de Steve Bradley et Val Venis ainsi que le titre poids-lourds d'EZ Money sont en jeu (Haas devient champion poids-lourds ce jour-là). Leur second règne prend fin le 13 février après leur défaite face à Lance Cade et Mike Sanders.

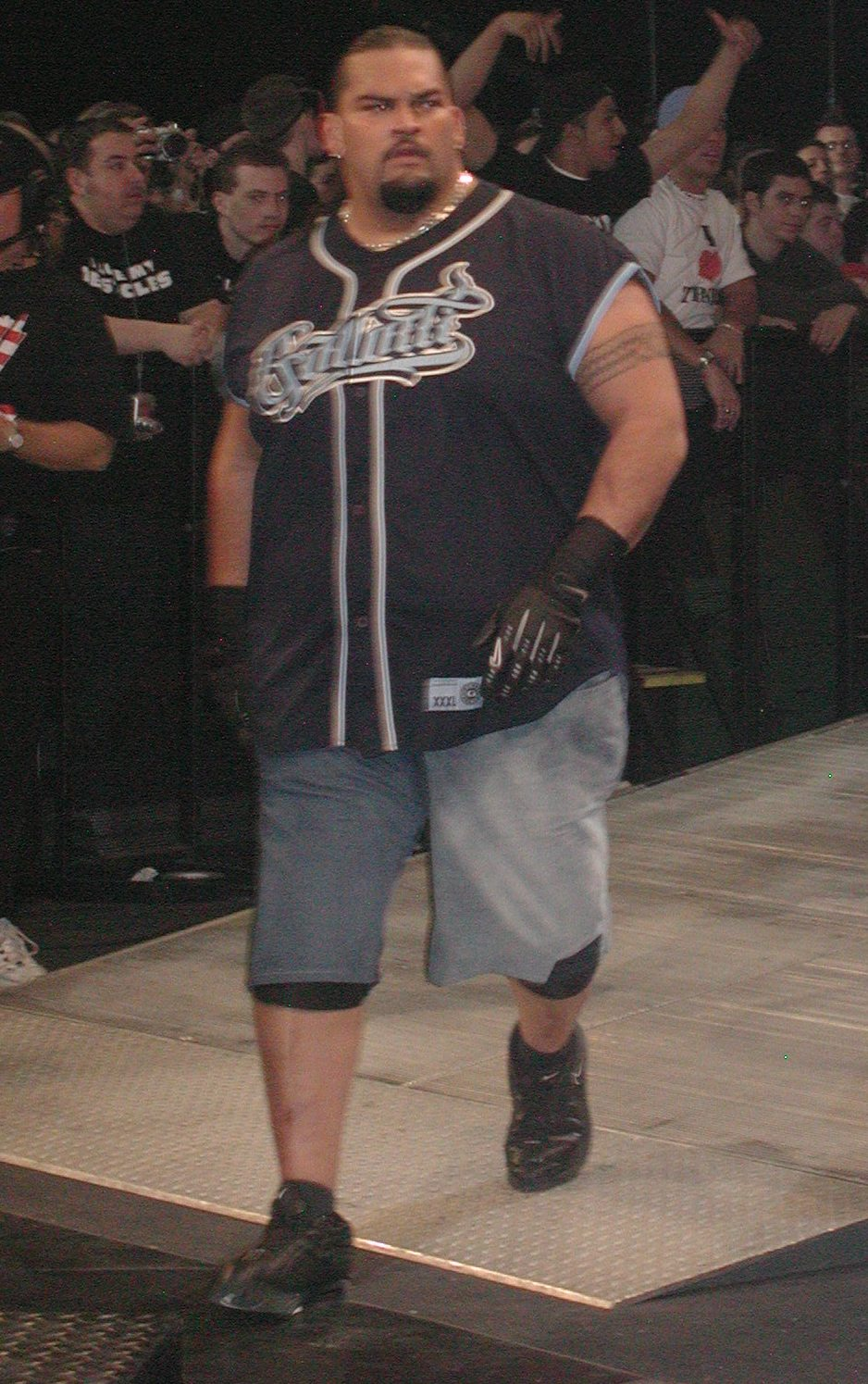
Rosey, son cousin et son équipier avec qui il forme Three Minutes Warning.

Le 24 juin, ils font leurs débuts au sein de la World Wrestling Entertainment (WWE) et perdent un match face à Crash et Steven Richards en lever de rideau de l'enregistrement de Sunday Night Heat du 30 juin. Ils commencent à apparaître dans les émissions principales le 22 juillet où ils utilisent le nom de ring de Jamal pour Eddie Fatu et Rosey pour Matt Anoa'i et attaquent, à la demande du manager général de Raw Eric Bischoff, DLo Brown et Shawn Stasiak car Bischoff juge que l'affrontement entre Stasiak et Brown n'est pas divertissant. Ils prennent alors le nom de Three Minute Warning et continuent d'agresser les catcheurs ainsi que des invités comme Mae Young et The Fabulous Moolah et l'annonceuse Lilian García. Le 9 septembre, Bischoff organise un segment Hot Lesbian Action en réaction au futur mariage gay de Billy et Chuck où deux jeunes femmes se déshabillent avant de s'embrasser avant que Jamal et Rosey ne les attaquent. Trois jours plus tard, Bischoff accompagné de Jamal et Rosey interrompent la cérémonie entre Billy et Chuck. Cela donne lieu à un match entre les deux équipes le 22 septembre à Unforgiven où Jamal et Rosey s'engagent à embrasser les fesses de leur adversaires en cas de défaite alors que Stephanie McMahon (qui est alors manager de Smackdown) s'engage à participer à un segment Hot Lesbian Action si Billy et Chuck perdent leur match, ce qui se produit ; cependant plus tard, elle embrasse une femme ronde qui s'avère être Rikishi qui attaque le manager général de Raw. Three Minute Warning, qui s'allie à Rico Constantino, a ensuite une rivalité avec les Dudley Boyz (Bubba-Ray Dudley et Spike Dudley) ainsi que Jeff Hardy où ils sortent perdants d'un combat de table par équipe à élimination le 17 novembre au cours des Survivor Series.
Le 6 janvier 2003, Rico Constantino, Batista et Three Minutes Warning remportent un match à handicap face au Dudley Boyz (Bubba-Ray Dudley et DVon Dudley) grâce à l'intervention de Ric Flair en fin de match. Le 19 janvier, il participe au Royal Rumble match au cours du spectacle éponyme où il entre en 21e position avant d'être éliminé par l'Undertaker. La rivalité avec les Dudley Boyz donne lieu le 3 février à un match arbitré par Rico Constantino où Jamal et Rosey l'emportent rapidement sur Bubba-Ray et DVon avant que ces derniers aidés par Spike Dudley fassent passer Rico à travers une table. Le 24 février, il participe à une bataille royale pour désigner le challenger pour le championnat du monde poids-lourds de la WWE où Rob Van Dam l'élimine rapidement. Le 1er juin, il perd avec Rosey un match face à Tommy Dreamer et Maven. Il s'agit du dernier match de Jamal à la WWE qui le renvoie quelques jours après l'enregistrement de ce match à la suite d'une bagarre dans une boîte de nuit.

### Circuit indépendant et Total Nonstop Action Wrestling (2003)
Il remonte sur le ring après son renvoi de la World Wrestling Entertainment le 11 juillet à la World Xtreme Wrestling (WXW) sous le nom de Jamal où il fait équipe avec Gary Wolfe et Mana. Ensemble, ils perdent un match par équipe face à Samu (en), Tito Santana et Virgil ; plus tard dans la soirée, il participe à une bataille royale pour désigner le champion poids-lourds de la WXW remportée par Billy Dream.
Le 17 septembre, il rejoint la Total Nonstop Action Wrestling (TNA) sous le nom de ring d'Ekmo et intervient en faveur de Sonny Siaki permettant à ce dernier de remporter son match du cercueil face à D'Lo Brown. La semaine suivante, il attaque Mad Mikey et Shark Boy ce qui donne lieu le 1er octobre à un match par équipe entre Mad Mikey et Shark Boy et Sonny Siaki et Ekmo que ces derniers remportent, avant que D'Lo Brown vienne à son tour les attaquer,. La semaine suivante, ils attaquent Dusty Rhodes après sa défaite face à A.J. Styles dans un match où le titre de champion du monde poids-lourds de la National Wrestling Alliance (NWA) de Styles est en jeu, avant que le duo America's Most Wanted (composé de Chris Harris et James Storm) n'intervienne ; le 15 octobre, Siaki, Ekmo et Legend (qui remplace Vince Russo) perdent leur match face à America's Most Wanted et Dusty Rhodes,. Le 12 novembre, lui et Siaki participent à une bataille royale par équipe pour désigner les nouveaux challengers pour le championnat du monde par équipes de la NWA remporté par les 3Live Kru (BG James et Ron Killings) où il élimine The Gathering (CM Punk et Julio DiNero). Cette élimination donne lieu la semaine suivante à un match par équipe opposant Siaki et Ekmo à The Gathering, ces derniers obtenant la victoire,.
Il quitte les États-Unis pour le Japon quelques jours après ce match et retourne à la TNA le 11 août, soirée au cours de laquelle il perd un match où son contrat est en jeu face à Alex Shelley après une attaque d'Abyss.

### All Japan Pro Wrestling (2003-2005)
En novembre 2003, il part au Japon où il lutte à la All Japan Pro Wrestling sous le nom de Jamal et participe avec Justin Credible au tournoi Real World Tag League. Ils y remportent quatre matchs en phase de poule tout comme Kaz Hayashi et Satoshi Kojima mais perdent face à ces derniers en finale le 2 décembre.
En avril 2004, il participe au tournoi Champion Carnival où il ne remporte que deux matchs en phase de poule face à Keiji Mutō et Arashi (en) et n'atteint pas les demi-finales. Le 12 juin, il affronte Toshiaki Kawada pour le championnat Triple Crown de l'AJPW et perd cette rencontre par décision de l'arbitre. Le 22 septembre, il fait équipe avec Funkster (en) pour le tournoi Autumn Festival où ils se hissent en finale qu'ils perdent le lendemain face à Taichi Ishikari et Toshiaki Kawada,. Fin novembre, il fait équipe avec Taiyō Kea pour le tournoi Real World Tag League dont ils sortent premiers de la poule B et affrontent Kaz Hayashi et Satoshi Kojima en finale le 1er décembre, remportant le tournoi.
Kendo Kashin et Yuji Nagata rendent leur titre de champion du monde par équipes AJPW le 16 décembre car ils ne l'ont pas défendu depuis six mois. Le 16 janvier 2005, Jamal et Taiyō Kea deviennent champions du monde par équipes AJPW après leur victoire face à Hiroshi Tanahashi et Yutaka Yoshie (en). Ils conservent leur titre pour leur première défense le 2 février face à Keiji Mutō et Kohei Suwama et font de même le 20 mars face à Chuck Palumbo et Johnny Stamboli,. En avril, il participe au tournoi Champion Carnival où il se hisse en finale en terminant deuxième de la poule B avant de sortir Satoshi Kojima en demi-finale mais perd face à Kensuke Sasaki. Il fait à nouveau équipe avec Taiyō Kea avec qui il tente fin novembre de remporter pour la deuxième année consécutive le tournoi Real World Tag League, mais Keiji Mutō et Akebono les éliminent en phase de poule. En fin d'année, Fatu quitte le Japon pour signer avec la World Wrestling Entertainment, laissant le championnat par équipes vacant.

### World Wrestling Entertainment (2005-2009)

#### Reformation de 3 Minute Warning (2005-2006)
Début décembre 2005, Fatu signe un contrat avec la World Wrestling Entertainment (WWE). L'équipe créative décide alors de reformer Three Minute Warning avec Rosey. Ils effectuent un match non retransmis à la télévision avant l'enregistrement de Heat le 9 janvier 2006 face à Trent Acid et Bison Bravado. Le départ de Rosey fin mars met fin à ce projet.

#### Diverses rivalités sous le nom d'Umaga (2006-2007)

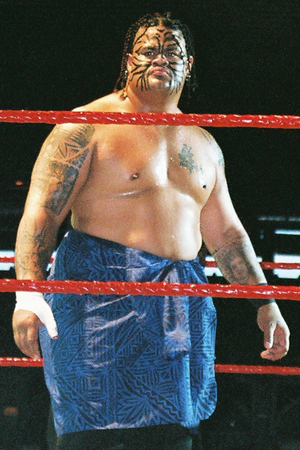
Umaga en juillet 2006.

Fatu change alors de gimmick pour celui d'Umaga, un guerrier samoan managé par Armando Alejandro Estrada, et après avoir attaqué Ric Flair le 3 avril, il fait son premier match télévisé sous ce nom la semaine suivante où il l'emporte rapidement face à Chris Guy,. Le 30 avril au cours de Backlash, il obtient rapidement la victoire face à Flair. Il continue ensuite à enchainer des victoires expéditives notamment face à Jim Duggan le 12 juin puis face à Eugene le 25 juin au cours de Vengeance,.
Il commence ensuite à s'attaquer aux principales vedettes de la fédération et continue sa série d'invincibilité en battant John Cena grâce à l'intervention d'Edge et Lita le 17 juillet avant de s'allier à Vince McMahon et prendre pour cible D-Generation X (Shawn Michaels et Triple H) en obtenant une victoire face à chacun des deux membres respectivement le 31 juillet puis le 7 août. Puis il intervient dans le match par équipe le 20 août à SummerSlam en faveur de Vince et Shane McMahon avant que Kane n'arrive pour annihiler cette intervention permettant à D-Generation X de sortir vainqueur de ce match,,. Kane et Umaga s'affrontent ensuite le 17 septembre à Unforgiven mais ce match se conclut sur un double décompte à l'extérieur. La rivalité entre les deux catcheurs continue et voit Umaga sortir vainqueur d'un match où le perdant quitte Raw le 9 octobre, puis se poursuit avec un match sans enjeu le 5 novembre à Cyber Sunday,. Au lendemain de ce dernier match, Eric Bischoff, manager général de Raw, organise un match inter-genres entre Umaga et Maria où John Cena intervient pour venir en aide à Maria, cette dernière étant contrainte par Coachman d'affronter le Samoan. Les deux hommes s'affrontent le 13 novembre dans un match sans enjeu et leur affrontement se conclut par la disqualification d'Umaga à la suite de l'attaque du Big Show sur Cena. Il rejoint l'équipe du Big Show avec Finlay, Montel Vontavious Porter et Test avec qui il affronte l'équipe de Cena (Bobby Lashley, Kane, Rob Van Dam et Sabu) dans un match par équipes à élimination au cours des Survivor Series où Umaga se disqualifie en début de rencontre en frappant Van Dam avec un écran de la table des commentateurs.
Le lendemain, Estrada, qui considère que son client mérite un match pour le championnat de la WWE, défie Cena et ce dernier accepte. Ils s'affrontent finalement le 7 janvier 2007 au cours de New Year's Revolution où Cena conserve son titre. Il obtient une deuxième chance pour le titre dans un Last Man Standing match au Royal Rumble le 28 janvier où Cena conserve une nouvelle fois son titre.

#### Alliance avec Mr. McMahon et double champion intercontinental (2007)
Umaga se retrouve ensuite impliqué dans la rivalité entre Donald Trump et Mr McMahon quand ce dernier annonce le 19 février qu'il va le représenter dans un Hair vs. Hair match à WrestleMania 23. Le même soir, Umaga remporte le championnat intercontinental de la WWE après sa victoire sur Jeff Hardy. Trump choisit Bobby Lashley, le champion de l'ECW, pour le représenter dans ce match le 26 février et le lendemain Umaga commence à s'en prendre à Lashley en intervenant dans un match de championnat l'opposant à Hardcore Holly mais cela n'empêche pas le champion de l'ECW de remporter son match,. Le 26 mars, Umaga permet à Mr McMahon de remporter un match sans disqualification face à Lashley. Le 1er avril à WrestleMania 23, les interventions d'Armando Estrada et de Shane McMahon en faveur d'Umaga ne lui permettent pas de remporter le match et Mr McMahon se fait couper les cheveux par Donald Trump.

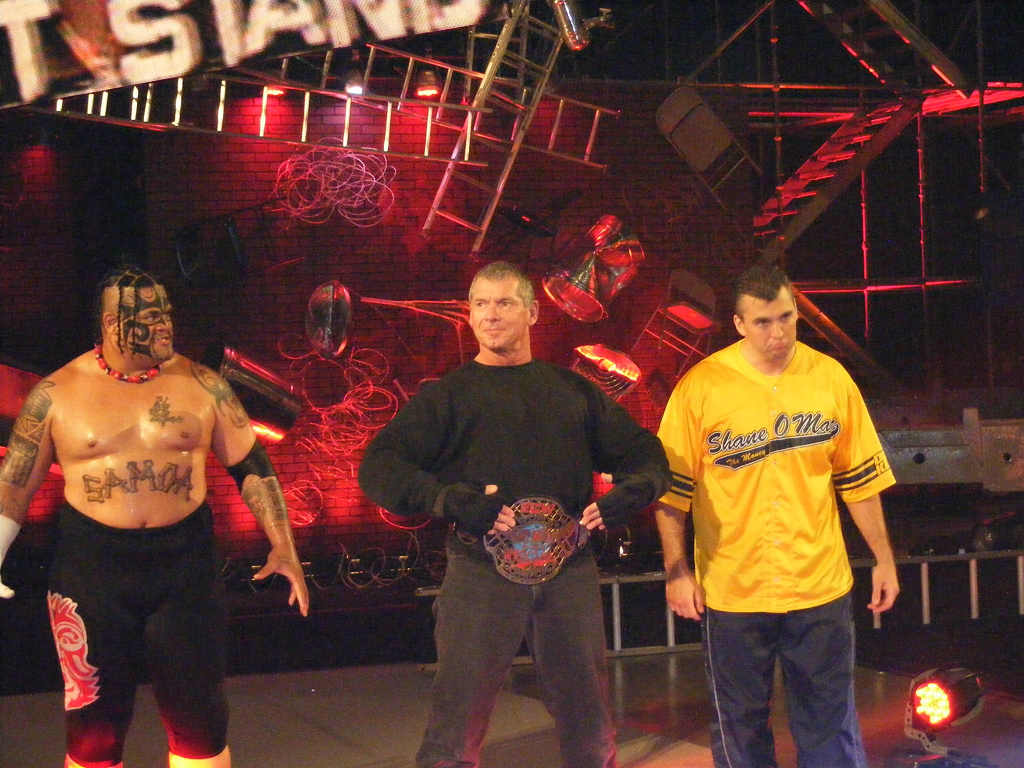
Umaga accompagnant Mr. MacMahon et son fils Shane.

Le 16 avril alors que la WWE est en tournée en Italie, Mr McMahon lance un défi à quiconque souhaitant affronter Umaga dans un match de championnat et alors qu'aucun catcheur ne souhaite défier le champion intercontinental, Santino Marella qui est dans le public accepte de relever le défi et met fin au règne d'Umaga avec l'aide de Bobby Lashley en fin de match. Il reprend ensuite sa rivalité avec Lashley et aide Mr McMahon à remporter le championnat de l'ECW en donnant la victoire à son équipe (Mr McMahon et Shane) à Backlash le 29 avril et les aide à conserver leur titre face à Rob Van Dam le 8 mai puis face à Lashley douze jours plus tard au cours de Judgment Day,,. Le 3 juin au cours de ECW One Night Stand, il intervient avec Shane dans le Street fight match mais ne peut empêcher la défaite de Mr McMahon qui perd son titre face à Lashley.
Il tente ensuite de récupérer le titre intercontinental face à Santino Marella à Vengeance le 24 juin sans succès et finalement il redevient champion le 2 juillet,. Marella obtient un match revanche la semaine où Umaga conserve son titre. Jeff Hardy devient le challenger pour le titre mais il n'arrive pas à vaincre Umaga le 22 juillet au cours du The Great American Bash. Le 26 août à SummerSlam, c'est Carlito et Mr. Kennedy qui ont leur match de championnat mais Umaga en sort vainqueur en faisant le tombé sur Kennedy. C'est finalement Jeff Hardy qui met fin à son second règne de champion intercontinental le 3 septembre, plus tard il fait équipe avec Carlito dans un match à handicap face à Triple H où Umaga provoque la disqualification de son équipe en attaquant son adversaire alors qu'il ne doit pas être sur le ring car Carlito qui est au sol ne peut passer le relais. Le duo continue à s'en prendre à Triple H qui reprend l'ascendant sur ses adversaires avec des coups de chaises et donne des coups de massue à Umaga. Il perd son titre car son nom fait partie d'une liste de clients (tous catcheurs travaillant actuellement ou ayant travaillé à la WWF/WWE) d'une pharmacie d'Orlando qui leur fournit des stéroïdes et/ou de l'hormone de croissance révélée par Sports Illustrated ; dans le cas de Fatu il s'agit d'hormones de croissance et la WWE le suspend 30 jours,.

#### Rivalité avec Triple H puis Batista (2007-2008)

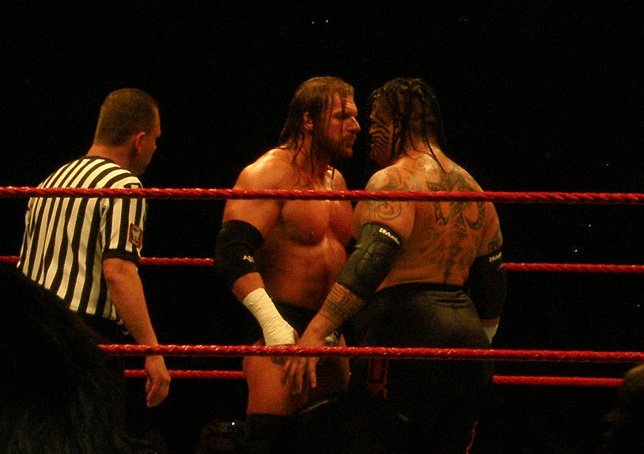
Triple H affrontant Umaga en novembre 2007.

Il revient de sa suspension le 1er octobre où il bat trois jobbers dans un match à handicap ; plus tard il intervient après la victoire par disqualification de Mr. McMahon face à Triple H arbitré par Carlito et attaque Triple H avant de fuir quand ce dernier prend une massue. Les deux hommes s'affrontent six jours plus tard au cours de No Mercy où Triple H garde sa ceinture de champion de la WWE. Le lendemain, il fait équipe avec Randy Orton qui est le nouveau champion de la WWE dans un match à handicap Tornado où le titre est en jeu face à Triple H au cours duquel Umaga évite la défaite de son équipier en donnant un coup de chaise dans le dos à son rival. Le 28 octobre à Cyber Sunday, il retrouve Triple H dans un Street fight match remporté par ce dernier. Ils se font face dans un match par équipe à élimination le 18 novembre au cours des Survivor Series où Umaga qui est le dernier représentant de son équipe se fait éliminer par son rival et Jeff Hardy.
Le 17 décembre, il affronte Ric Flair dans un match où son adversaire met sa carrière en jeu mais il se fait compter à l'extérieur. Deux semaines plus tard, il obtient sa place dans le Royal Rumble match après sa victoire sur Jim Duggan et le 21 janvier 2008 il empêche Brian Kendrick de se qualifier pour ce match,. Six jours plus tard au cours du Royal Rumble, il entre en 14e position et se fait éliminer par Batista. Le 18 février au cours de No Way Out, il participe à un Elimination Chamber match pour désigner le challenger pour le championnat de la WWE où Triple H, Chris Jericho et Jeff Hardy s'allient pour l'éliminer en effectuant chacun leur tour leur prises de finition, Jericho effectuant le tombé sur Umaga pour l'éliminer.
Le 3 mars, il bat rapidement Super Crazy ; William Regal, manager général de Raw, commente exceptionnellement ce match et met l'accent sur la domination d'Umaga. La semaine suivante, Regal annonce qu'Umaga va représenter Raw à WrestleMania XXIV face à Batista qui représente SmackDown ; ce dernier vient interrompre Regal et porte un spinebuster à son futur adversaire. Umaga se venge le 14 mars en aidant Montel Vontavious Porter à vaincre Batista dans un match sans disqualification. Le 30 mars au cours de WrestleMania XXIV, il perd son match face à Batista.

#### Rivalité avec Jeff Hardy puis CM Punk et renvoi (2008-2009)
Le 12 mai, il entame une nouvelle rivalité avec Jeff Hardy qui le bat ce soir-là. En découle un Falls Count Anywhere match le 1er juin à One Night Stand où Hardy l'emporte en effectuant une Swanton bomb depuis le toit d'un camion.
Le 23 juin au cours de la draft, il rejoint SmackDown. Le 25 juillet, il participe à une bataille royale pour désigner le challenger pour le championnat du monde poids-lourds de la WWE remporté par The Great Khali. Le 2 août, il se blesse au cours d'un spectacle non retransmis à la télévision et souffre d'une déchirure du ligament croisé antérieur d'un de ses genoux. La WWE minimise alors la durée de sa convalescence en annonçant six semaines puisqu'il remonte sur le ring qu'en janvier 2009,. Au cours de sa convalescence il apparaît à la Florida Championship Wrestling, le club-école de la WWE, où durant l'émission du 1er novembre il vient provoquer Black Pain après sa victoire sur Trent Beretta, Pain quitte le ring et Umaga attaque Beretta.
Il remonte sur le ring à la télévision le 30 janvier où il bat rapidement Jimmy Wang Yang. Après plusieurs victoires expéditives, il empêche CM Punk d'utiliser sa mallette Money in the Bank sur Edge qui est alors champion du monde poids-lourds de la WWE puis deux semaines plus tard les mêmes évènements se reproduisent,,. Punk et Umaga s'affrontent deux jours plus tard au cours de Judgment Day et Umaga l'emporte. Le 22 mai, Umaga attaque son rival au cours de son match face à Chris Jericho et le défie dans un Samoan strap match, à Extreme Rules. Le 7 juin au cours d'Extreme Rules, CM Punk bat Umaga dans le Samoan strap match. Au lendemain de ce match, la WWE annonce le renvoi d'Eddie Fatu et dans les jours qui suivent, justifie cette décision par l'échec à un test anti-drogues et le refus d'entrée en cure de désintoxication de Fatu,.

### World Wrestling Council et Hulkamania Tour (2009)

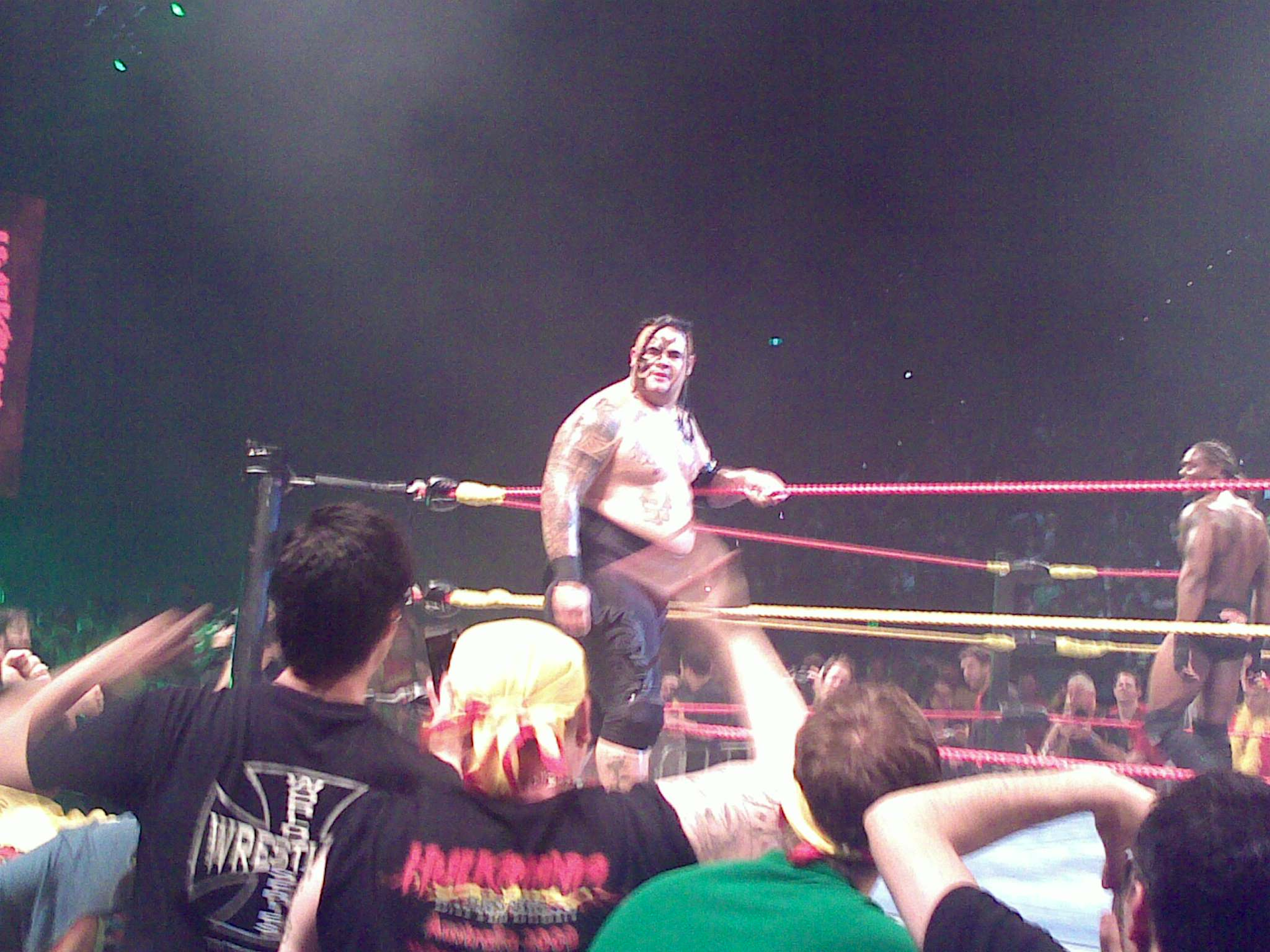
Osu Fatu entrant sur le ring durant l'Hulkamania Tour.

Après son renvoi, Fatu remonte sur le ring le 11 juillet au World Wrestling Council, une fédération portoricaine, où il bat Mr. Anderson. Le 21 septembre, les organisateurs de l'Hulkamania Tour annoncent la présence de Fatu à cette tournée de quatre jours en Australie fin novembre. Début octobre, il annule une interview avec la société RF Video en prétextant qu'il est en négociation en vue d'un retour à la World Wrestling Entertainment,. Il change de nom de ring pour celui d'Osu Fatu durant l'Hulkamania Tour. Le 21 novembre au premier jour du Hulkamania Tour il fait équipe avec Orlando Jordan avec qui il perd un match face à Brian Christopher Lawler et Solofa Fatu Jr.. Une semaine plus tard au cours de la 4e et dernière soirée de l'Hulkamania Tour, il remporte son dernier match face à Mr Anderson.

## Décès
Dans la journée du 4 décembre 2009, sa femme le retrouve inconscient et saignant du nez dans leur maison à Houston. Une ambulance l'amène dans un des hôpitaux de la ville où il meurt dans la journée. Les autorités ordonnent une autopsie et le 1er mars 2010, le responsable de la police du Comté de Harris annonce que le mélange de trois médicaments (de l'hydrocodone, du carisoprodol et du diazépam), un antidouleur, un myorelaxant et un anxiolytique sont à l'origine de son arrêt cardiaque.

## Vie privée
Fatu était marié et avait quatre enfants. Il a plusieurs tatouages sur le torse et les bras qui sont principalement des figures tribales ainsi que le mot Samoa sur son ventre. Ceux sur son avant-bras droit sont une manière pour lui de rendre hommage à son cousin Rodney Anoa'i, célèbre catcheur connu sous le nom de Yokozuna mort en 2000.

## Palmarès
- All Japan Pro Wrestling (AJPW)

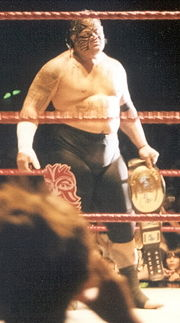
Umaga avec la ceinture de champion intercontinental de la WWE.

  - 1 fois champion du monde par équipes AJPW avec Taiyō Kea[39]
  - Tournoi Real World Tag League 2004 avec Taiyō Kea[38]
- Frontier Martial-Arts Wrestling / World Entertainment Wrestling (FMW/WEW)
  - 1 fois champion par équipes hardcore de la FMW/WEW avec Matty Samu[121]
- Heartland Wrestling Association (HWA)
  - 1 fois champion par équipes HWA avec Kimo[122]
- Memphis Championship Wrestling (MCW)
  - 3 fois champion par équipes du Sud de la MCW avec Kimo[123]
- World Wrestling Entertainment (WWE)
  - 2 fois champion intercontinental de la WWE[124]

## Récompenses des magazines
- Pro Wrestling Illustrated

| Année | 2001 | 2002 | 2003 | 2004 | 2005 | 2006 | 2007 | 2008 | 2009 |
| ----- | ---- | ---- | ---- | ---- | ---- | ---- | ---- | ---- | ---- |
| Rang  | 194  | 130  | 128  | 179  | 150  | 98   | 22   | 37   | 101  |

- Wrestling Observer Newsletter 
  - Pire équipe de l'année 2002 avec Rosey[126]